# ویل (نوردراین-وستفالن)
شهر ویل (به آلمانی: Wiehl) در ایالت نوردراین-وستفالن در کشور آلمان واقع شده‌است.